# Desmidorchis
Desmidorchis es un género de plantas fanerógamas de la familia Apocynaceae. Contiene 28 especies. Es originaria de África distribuyéndose en Arabia.

## Descripción
Son plantas suculentas erectas que alcanzan los 120 cm de alto, tiene el látex incoloro. Las ramas son suculentas, de color verde, azul-verdoso o marrón claro, cilíndricas de 20-80 cm de largo, 10-50 mm de ancho, cuadrangulares, con los ángulos afilados. Las hojas son caducas, reducidas a escamas sésiles, de propagación horizontal o ligeramente ascendentes; con escamas carnosas o que se constituyen como espinas [D. foetida (Bruce) Plowes,  D. specios (NEBr.) Plowes], de 0.05-0.2 cm de largo, ovadas, basalmente cordadas o redondeadas, con el ápice obtuso o acuminado; las estípulas reducidas a unos pocos pelos.
Las inflorescencias son terminales con 10-80-flor (hasta 200 en D. acutangula Decne.), con hasta el 80 de las 200  flores abiertas de forma simultánea,  subsésiles o sésiles.
Las flores tienen un desagradable olor a estiércol, no son nectaríferas. Tiene un número de cromosomas de: 2n= 22 [D. foetida (E.A. Bruce) Plowes, D. flava (N.E. Br.) Liede & Meve]. 

## Taxonomía
El género fue descrito por Christian Gottfried Ehrenberg y publicado en Abhandlungen der Königlichen Akademie der Wissenschaften zu Berlin 1829: 31, 39. 1832.

## Especies
| - Desmidorchis acutangula Decne. - Desmidorchis adenensis (Deflers) Meve & Liede - Desmidorchis arabicus (N.E.Br.) Meve & Liede - Desmidorchis aucheriana Kuntze - Desmidorchis awdelianus (Deflers) Meve & Liede - Desmidorchis crenulata Decne. - Desmidorchis dalzellii M.R.Almeida - Desmidorchis decaisneana Kuntze - Desmidorchis diffusa Kuntze - Desmidorchis edithiae (N.E.Br.) Plowes - Desmidorchis europaea Kuntze - Desmidorchis flavus (N.E.Br.) Meve & Liede - Desmidorchis foetida (E.A.Bruce) Plowes - Desmidorchis forskalii Decne. - Desmidorchis indica Kuntze - Desmidorchis lavrani (Rauh & Wertel) Meve & Liede - Desmidorchis pauciflora Decne. - Desmidorchis penicillata (Deflers) Plowes - Desmidorchis petraea (Lavranos) Lavranos - Desmidorchis quadrangula (Forssk.) M.G.Gilbert & J.Raynal - Desmidorchis retrospiciens Ehrenb. - Desmidorchis shadhbana (Lavranos) Lavranos - Desmidorchis solenophora (Lavranos) Lavranos - Desmidorchis somalica (N.E.Br.) Plowes - Desmidorchis speciosa (N.E.Br.) Plowes - Desmidorchis stocksiana Kuntze - Desmidorchis tardellii Mosti & Raffaelli - Desmidorchis umbellata (Wight & Arn.) Decne. |